# Pantacles de Atenas
Pantacles de Atenas (en griego antiguo: Παντακλῆς Ἀθηναῖος) fue un atleta griego de la ciudad de Atenas.
Fue ganador de la carrera del estadio, la más prestigiosa de los antiguos Juegos Olímpicos, primera vez que un ciudadano de Atenas lo conseguía, por dos veces consecutivas en las olimpiadas de los años 696 a. C. y 692 a. C., también la primera vez que este hecho sucedía. Parece ser que ganó también el diaulo en el 692 a. .C..